# Стшелце Крайенске
Стшѐлце Крайѐнске (на полски: Strzelce Krajeńskie; на немски: Friedeberg) е град в Западна Полша, Любушко войводство. Административен център е на Стшелешко-Дрезденешки окръг, както и на градско-селската Стшелешка община. Заема площ от 4,94 км2. Към 2011 година населението му е 2 062 души.